# 運命の巻戻士

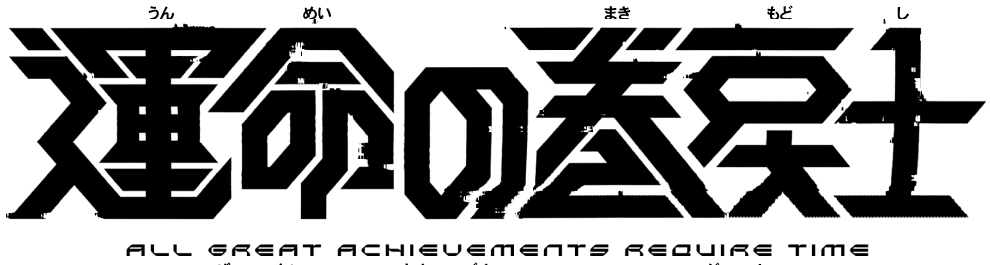
ロゴマーク

『運命の巻戻士』（うんめいのまきもどし）は、木村風太による日本の漫画作品、およびそれを原案とするYouTube漫画アニメ。YouTube漫画アニメの制作はヒューマンバグ大学、マリマリマリーのケイコンテンツ。『月刊コロコロコミック』（小学館）にて2021年9月号に読み切りを掲載後、2022年2月号から連載中。「SFループ漫画」を称する。

## 概要
悲運の死を遂げた人々を救う時空警察特殊機動隊、通称「巻戻士」の少年・クロノが妹・トキネを救うために奮闘する物語。
2025年7月28日の時点で単行本は10巻発売されている。
コミックスには、二巻に一巻程度の割合で4コマ漫画が収録されている。

## 沿革
2021年
- 別冊コロコロコミック（ミラコログランプリ春）6月号で読み切り掲載。
- ミラコログランプリアンケート1位で月間コロコロコミック9月号で読み切り掲載。

2022年
- 月間コロコロコミック2月号より連載開始。また、このときアンケート2位を獲得。
- 3月5日よりYouTubeチャンネル運営開始。

## あらすじ
巻戻士登場
（1巻0話・読み切り版）
コンビニ強盗殺人事件
（1巻1話）
令嬢を無人島から救え
(1巻2話)
超高級ホテル爆弾テロ事件
(1巻3話)
CASE999編
(1巻4話～2巻6話)
二級昇格試験編
(2巻7話～2巻9話)
レモン救出編
(3巻10話～3巻14話)
シライ救出編
(4巻15話～5巻20話)
スパイミッション編
(5巻21話～8巻32話）
∞編
（8巻33話〜）

## 登場人物

### 巻戻士
クロノ
声 - 福光可奈子
本作の主人公。14歳。
出身時代及び誕生日は2049年9月9日。イメージカラーは青。武器は持っていない。
物語開始時点では三級巻戻士だったが、二級昇格試験後二級巻戻士に昇格している。
律儀で非常に心優しい性格。お茶をこぼす等の小さなことでも巻き戻して助けるほどのお人好し。笑い方が不気味で暗く、その際『ぬぼ〜っ』という独特のオノマトペが表示される。表情変化もそこまで豊かではない。本人は「子どもは得意だ」と発言しているが、当の子どもには怖がられている。
得体の知れない木の実を食べて食中毒になったり、被害者を助けることに注視しすぎて無鉄砲な行動を取ったりと、少々抜けている（スマホン曰く「バカ」）一面も持ち合わせている。また、非常に執念深く、クリアのために女装をした事すらある。
かなりの前向き思考で、試験に落ちてしまうかもしれないといった状況でも「次頑張ろう！」と一瞬で気持ちを切り替えている。
プライベートは無趣味であり、服のセンスも皆無。
case999で妹のトキネを亡くしており、彼女を助けるために巻戻士への入隊を決意した。
この経験から、「運命」という言葉や命を粗末にする行為が大嫌いで、そのような言葉及び行為を耳にしたり目にしたりすると激昂する。
また、救える命は意地でも全員助けることを信条としている。また、対象を助けられるまではリトライ回数が1000を超えようが何度でもやり直す精神力の強さを持ち合わせており、その点をスマホンから高く評価されている。記憶力も良いため、総当たりで何度もやり直して覚え、正解のルートを実践する戦法をとることが多い。
小学校時代は「ゴースト」と呼ばれ周囲からいじめを受けており、友人が多く周囲からの信頼も厚いトキネと自分のことを比べては自己嫌悪に陥っていた。
開眼（バージョンアップ）は複製（コピー)。3分後のクロノを呼び出し、助けてもらうことができる。コピーは本体と離れての単独行動が可能。なお、3分が経過すると本体はコピーとして3分前に巻き戻り、周囲から見るとコピーのみが残る形となる。
スマホン
新人教育AI。原作ではクロノの相棒としてサポート役を担当している。
感情豊かで表情豊か。才能のある巻戻士と充電が好きで、嫌いなものは水。
任務に関する膨大なデータを持っており、巻戻士本部との連絡や任務の補助を主な役割としている。
真面目でしっかり者の常識人。
クロノの突飛な行動に対しツッコミを入れることが多く、「バカ」「ポンコツ」等厳しい言葉を使うこともあるが、クロノの、被害者全員を助けるために何度も繰り返す任務への姿勢や記憶力・精神力については高く評価している。
また、ぼんやりしていることが多いクロノに「精神力を高めている」と畏怖したり、クロノが開眼するなら自分も、と修業を始めた結果会得したものが「ニューフェイス」だったりと、スマホン自身もボケに回ることがある。加えて、休みの日には休み方がわからないクロノたちを連れてキャンプに行くような面倒見の良い面も持ち合わせている。
一般的に巻戻士が任務から撤退することはざらで、さらに、既に決定した未来を変えることは極めて困難とされているため、失敗が長く続いた場合、クロノに任務を諦めるよう説得することがある。これは、決して彼が人命を軽視しているわけではないらしい。
寝る際にはコード付きの充電器で充電している。また、原作ではクロノと風呂に一緒に入っている。
シライ
26歳。出身時代及び誕生日は2024年4月6日。イメージカラーは紫。使用武器は刀。
もともとは特級巻戻士として活躍していたが、case999にて1時（ワンオクロック）にリトライアイを撃たれてしまい、リトライができなくなったことから現在は「元」特級巻戻士である。
任務成功率は98％を超え、クロホンからは「巻戻士最強」と評されている。頭の回転が速く、かつ戦闘力も非常に高い。
リトライアイの機能を失って以降は、クロノの師匠として彼に巻戻士としての訓練を施した。
恐らく3つ以上購入していたであろうたい焼きを一人で全て食べようとしたり、いちごミルクを好んで飲んでいたりと、甘党な面もある（後者は周りに隠していた模様）。
一見クールで真面目であるが、「海外のジョーク集」等の本を持ち歩いたり、会話の節々にダジャレを挟んだりするほどのダジャレ好きで、嫌いなことは「シラケること」と発言しているが、実際に繰り出されるダジャレは毎回シラケている。
中学時代は友人もおらず、11時（イレブンオクロック）の能力でクロノ・アカバ・レモンの三人と後輩という形で出会うようになるまでの孤独の日々を「最悪」と語っている。
開眼（バージョンアップ）は録画・再生 （レコード・リプレイ）。事前に録画した動きを「再生（リプレイ）」の合図で出現及び再生することができる。
この機能を使い、case999では爆発物の積まれたトラックを斬り、新人の頃にはテストでのカンニングに使用しようとしている。
アカバ
16歳。出身時代及び誕生日は2056年10月4日。イメージカラーは赤。使用武器は刀。普段はベルトで固定して背中に背負っている。
クロノの同期で、彼と共に挑んだ二級昇格試験後は二級巻戻士に昇格している。
一人称は「わし」で、「〇〇じゃ」「〇〇かのう」などの広島弁のような訛りのある口調とギザ歯が特徴の少年。眼帯はしておらず、右目は前髪で隠している。
明朗快活で少々乱暴。クリアのためなら多少の横暴な振る舞いをも厭わない。しかし、その反面、物事を冷静に見極め判断する能力に長けている。
本来は2062年5月16日に6歳で船の事故に遭い死ぬ運命にあったが、シライに助けられ現在は巻戻士として活躍している。
このことからシライに対し強い憧れを抱いており、部屋にポスターやツーショットの写真を飾ったり、シライの真似をして「録画（レコード）・再生（リプレイ）」を再現しようとしたりしている描写がある。また、シライの唯一の弟子であるクロノのことが気に食わないらしく、入隊試験時の武術テストではクロノをぼこぼこにしていた。ただし二級昇格試験を経た現在では、一緒にキャンプに行ったり、待ち合わせをして遊びに行ったり、クロノが危険な目に遭いそうな場面では助けに行こうとしたりと、良好な関係を築いている。
他人のことを「アンドロイド（レモンのこと）」「スマホ（スマホンのこと）」など、本来の名前ではなく種族名で呼ぶことがある。
料理が下手でダークマターを作り出すが、本人にその自覚は無く、普通に他人に振舞っている模様。
開眼は早送り（フォワード）。3秒間200倍速で動くことができる。
レモン
12歳。出身時代及び誕生日は2075年6月10日。イメージカラーは黄色。使用武器は、マシンガンであるMODE＝戦女神（ヴァルキリー）やロケットパンチ（両方体から出せる）。
本来の名前は『超戦闘特化型時空救助アンドロイドLM-1』であり、レモンという名はシライに呼ばれたことが始まりである。
二級巻戻士。シライ曰く、「シライ並の戦闘力を持った巻戻士」。
非常に冷静沈着で、洞察力も鋭い。
開眼は停止（ストップ）。20秒間、周囲の時間を止めることが可能。ただしエネルギーを消耗するため、一度の任務で使用できるのは一回のみ。
チャイヌ
18歳。出身時代及び誕生日は2005年11月1日。イメージカラーは茶色。使用武器は、槍。普段は右ポケットに2個隠し持っている。また、この槍はポケットに入るほど小さくすることが可能。
クロノと一緒に2級巻戻士試験を受けたと思われる。
二級巻戻士。潜入が非常に得意であり、シライからも「潜入の達人（スペシャリスト）」と称される。(理由は後述。)ただ、性格は、非常に臆病であり、このことについて、チャワンは、「巻戻士の任務を何度か失敗して いつの間にか人の死を見るのが怖くなっちまった」と言っている。また、眼帯が医療用な事が特徴的である。
開眼は変換(エンコード)。8つの人格(多重人格)、姿があり、老若男女の人間、犬にもなれる。毛色がその人格に合わせて若干変わる。名前の最初には全員に「チャ」が付く。また、このことについてチャイヌは7つの姿に変換できると報告していた。(チャネエを別の巻戻士とするため。)
チャワン
チャイヌの変身した姿の一つ。昔は名前がチャイヌだったが、現在はチャワンである。見た目は可愛い犬だが（レモン曰く）、性格は中年男性である。小さい穴や通気口などを気軽に入る事ができ、動物の声(言葉)を聞くことができる。犬だけに身軽で俊敏な動物であるため、相手に銃口を向けられたときも、俊足で回避できる程の犬特有の素早さを誇る身体能力を持つ。
ターゲットが情報を渡そうとしなかった場合に拷問にかけようとするなど、暴力的な一面もある。
チャニイ
チャイヌの変身した姿の一つ。見た目はイケメンである。これまでこのイケメンさで何人もの女性を打ち負かしてきた。

ハクギン
巻戻士の一人。実際の名前はチャネエ。
実は開眼を使い巻き戻しチャイヌとしても活動していた。というよりチャネエ自体がチャイヌの第二の人格である。
ゴロー
42歳。出身時代及び誕生日は、2045年5月6日。使用武器は変形携帯(ディフォームガラケー)。
巻戻士隊長。開眼は逆再生(リバース)。スパイミッションでのハイド(ジキル)との一騎打ちにより、火山に飛ばされ、溶岩湖に落下。
変形携帯の技一覧

#001 銃(ガン)銃に変形する。
#002 剣(ソード)剣に変形する。
#003 強制転送(ウィズドロー)対象を強制的に巻戻士本部に転送することが可能。定員は不明。
#005 拳鍔(メリケンサック)近接打撃用のメリケンサックに変形する。
#006 刺股(サスマタ)刺股に変形し、相手の動きを封じる。
#008 盾(シールド)円形のシールドに変形する。
#009 爆弾(ボム)携帯からボムを発射する。
#010 十手(ジッテ)十手に変形する。
#011 小刀(ナイフ)ナイフに変形する。
#012 鉄槌(ハンマー)大きいハンマーに変形する。
#023 双節棍(ヌンチャク)ヌンチャクに変形する。
#028 噴射機(インジェクション)煙幕を張ることができる噴射機に変形する。
#087 機関銃(マシンガン)連射の効く銃に変形する。
#144 鎖鋸(チェーンソー)チェーンソーに変形する。
#202 大剣(ラージソード)より大きな剣に変形する。
#255 配車(ディスパッチ)周囲の車をハッキングし、敵を襲撃する。
#477 弩(ボーガン)クロスボウに変形する。
#500 監禁(コンファイン)時空転送をできなくさせる電波を放つ。
#744 虚偽(ディセプション)リトライアイの表示だけをエラー表示にする。
#750 斧(アックス)斧に変形する。

ヒヤマ
使用武器は銃と思われる。シライが巻戻士の中にスパイがいると発言したときに、シライに向けて銃を発砲し、シライがスパイではない根拠を求めた。
エンジ
YouTubeオリジナル巻戻士。
ハイザキ
∞編に登場する巻戻士。自称クロノの弟子。未来からクロノを救いに来た。使用武器は拳銃。作中の描写から腕はかなりのものだと思われる。幼少期にAIのクロノに育てられた。
グレイ
∞編に登場する巻戻士。使用武器は巨大なハンマー。

### 時空犯罪組織クロックハンズ
キバク/12時
21歳。
クロックハンズ12時（トゥエルブオクロック）。爆弾のスペシャリスト。能力は不明。クロノとレモンが捕まえたが、1時（ワンオクロック）に本部転送を阻止される。
人の努力を嘲笑い妨害するクズ
マイ＝ラッセルハート/11時
23歳。出身時代は、2062年。クロックハンズ11時（イレブンオクロック）。最初はマイ先生と名乗っていたが、クロノに気づかれると正体を現した。　（全て演技なのだが、）マイ先生の時は優しく、「もっともっと、困っている人を助けれられるような発明が、できるようになりたいなあ…。」と言い、クロノも騙されたほどである。能力は削除・編集（デリート・エディット）。削除は相手の記憶を削除し、編集は相手に記憶を埋め込むことができる。クロノがシライ救出任務で逮捕。
?/6時
能力は重ね合わせ(シュレディンガー)
?/5時
能力は拡縮（スケーリング）自分の体の大きさを変えられる。
キンスケ/4時
能力はエンドレス
ハイド/3時
68歳。
クロックハンズ3時（スリーオクロック）。能力は入替（リプレイス）。防犯カメラに写っている同時刻のものを入れ替えることができる。名前の由来はジキル博士とハイド氏から来たと思われる。
ジキル
ハイド第2の人格。能力は省略（スキップ）。性格は基本的にはなんでもスキップしたいが人が死ぬところはスキップしないで見たい派である。自分の行動を省略することができる。　

### その他
トキネ
クロノの妹。享年9歳。CASE999で、友人とともに不審者の男に拉致され、一時はクロノに助けられるも、後に再登場したその男によって車で轢き殺された。また、この事件でシライはリトライアイを失い、クロノは巻戻士になることを決意した。

## 用語
時空警察特殊機動隊
通称巻戻士。右目にあるリトライアイを使い時を戻すことができる。(リトライアイについては後述。)
開眼（バージョンアップ）
巻戻士が命懸けの状況を繰り返したうえで、彼らの強い感情がトリガーになって発動する。能力は多種多様。
時空犯罪組織クロックハンズ
あらゆる時代で歴史を変えるような大犯罪を行う組織。12人おり、時計の仮面をつけている。数字が小さい順に地位が上。武器は、タイムマシン。(タイムマシンについては後述。)
リトライアイ
巻戻士の右目に埋め込まれているタイムマシン。普段は眼帯で隠しており、巻き戻し及び開眼を使うときに外す。傷ついた場合は故障する。相方の巻き戻しで元に戻すことができるが、何度も壊れると故障する。

タイムマシン
クロックハンズが能力を使うとき、巻き戻しするときに使う。

階級について
巻戻士の階級は特級、1級、準1級、2級、3級が存在する。

## 書誌情報
- 木村風太『運命の巻戻士』小学館〈月刊コロコロコミック〉、既刊10巻（2025年7月28日現在）
  1. 2022年5月27日初版発行（同日発売[小 1]）、ISBN 978-4-09-143399-2
  2. 2022年9月28日初版発行（同日発売[小 2]）、ISBN 978-4-09-143551-4
  3. 2023年3月28日初版発行（同日発売[小 3]）、ISBN 978-4-09-143589-7
  4. 2023年5月26日初版発行（同日発売[小 4]）、ISBN 978-4-09-143606-1
  5. 2023年10月27日初版発行（同日発売[小 5]）、ISBN 978-4-09-143650-4
  6. 2024年4月17日初版発行（同日発売[小 6]）、ISBN 978-4-09-143687-0
  7. 2024年7月26日初版発行（同日発売[小 7]）、ISBN 978-4-09-149749-9
  8. 2024年12月26日発売[小 8]、ISBN 978-4-09-149855-7
  9. 2025年4月28日発売[小 9]、ISBN 978-4-09-154032-4
  10. 2025年7月28日発売[小 10]、ISBN 978-4-09-154051-5
    - （アクリルスタンドつき特装版）同日発売[小 11]、ISBN 978-4-09-943204-1

## テレビアニメ
2025年7月にテレビアニメ化が発表された。

### スタッフ
- 原作 - 木村風太[33]
- 監督 - 松本理恵[33]
- 制作 - ボンズフィルム[33]
- プロデュース - STORY inc.[33]